# 臨潼区
臨潼区（りんどう-く）は、中華人民共和国陝西省西安市に位置する市轄区。

## 行政区画
- 街道:驪山街道、秦陵街道、新豊街道、代王街道、斜口街道、行者街道、零口街道、相橋街道、雨金街道、新市街道、徐楊街道、西泉街道、櫟陽街道、馬額街道、何寨街道、交口街道、油槐街道、北田街道、鉄炉街道、任留街道、穆寨街道、小金街道、仁宗街道

## 名所旧跡
- 秦始皇帝陵及び兵馬俑坑：始皇帝陵墓
  - 兵馬俑
- 驪山
- 華清宮遺跡

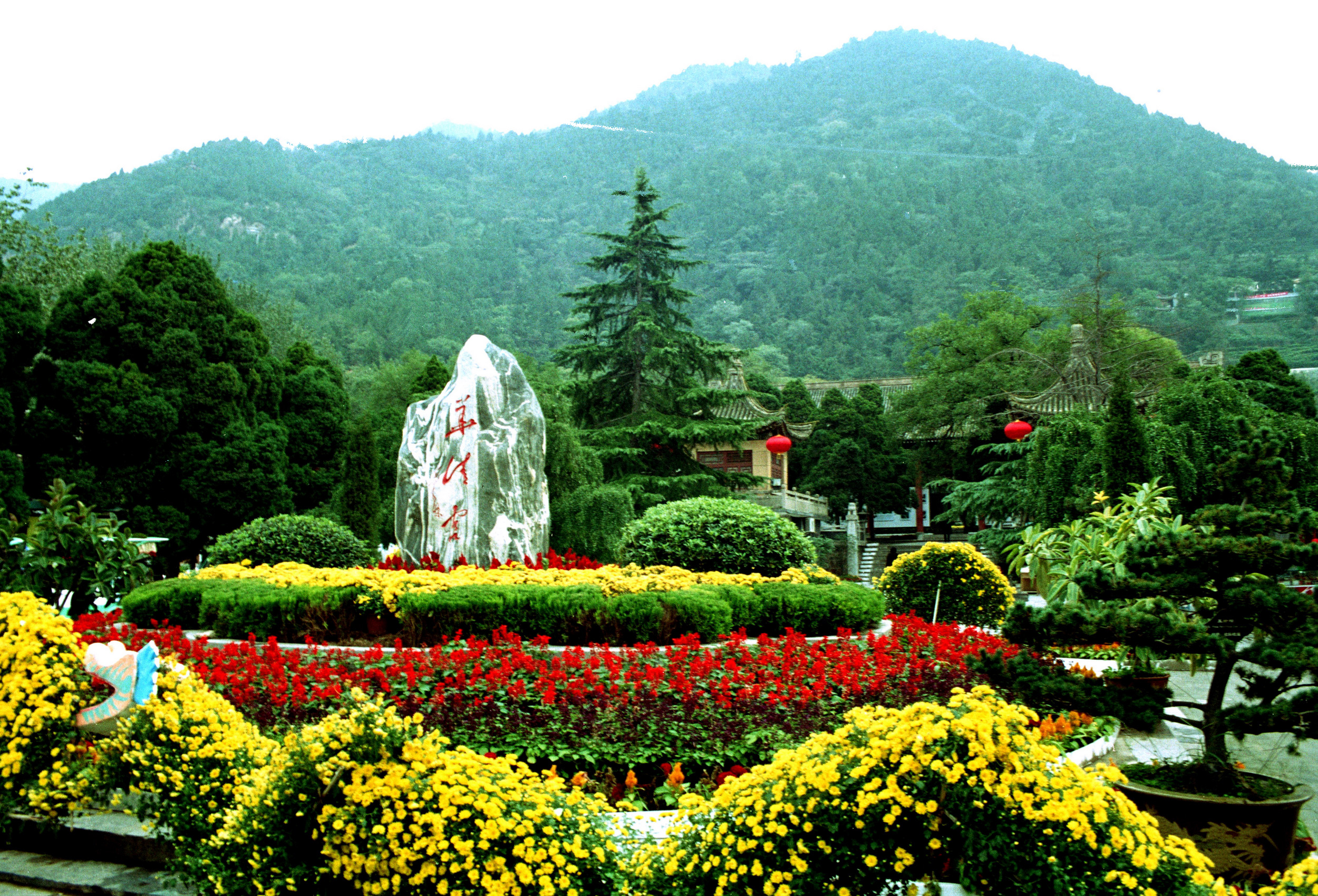
華清宮遺跡

- 穆柯寨：宋の穆桂英が軍を駐屯させたと伝えられる場所
- 姜寨遺跡：仰韶文化の遺跡
- 兵諫亭：西安事件で蔣介石が身を隠した場所
- 鴻門の会跡地
- 坑儒谷：始皇帝が焚書坑儒で儒者を穴埋めしたと伝えられる遺跡